# Carl Lundberg (fackföreningsman)

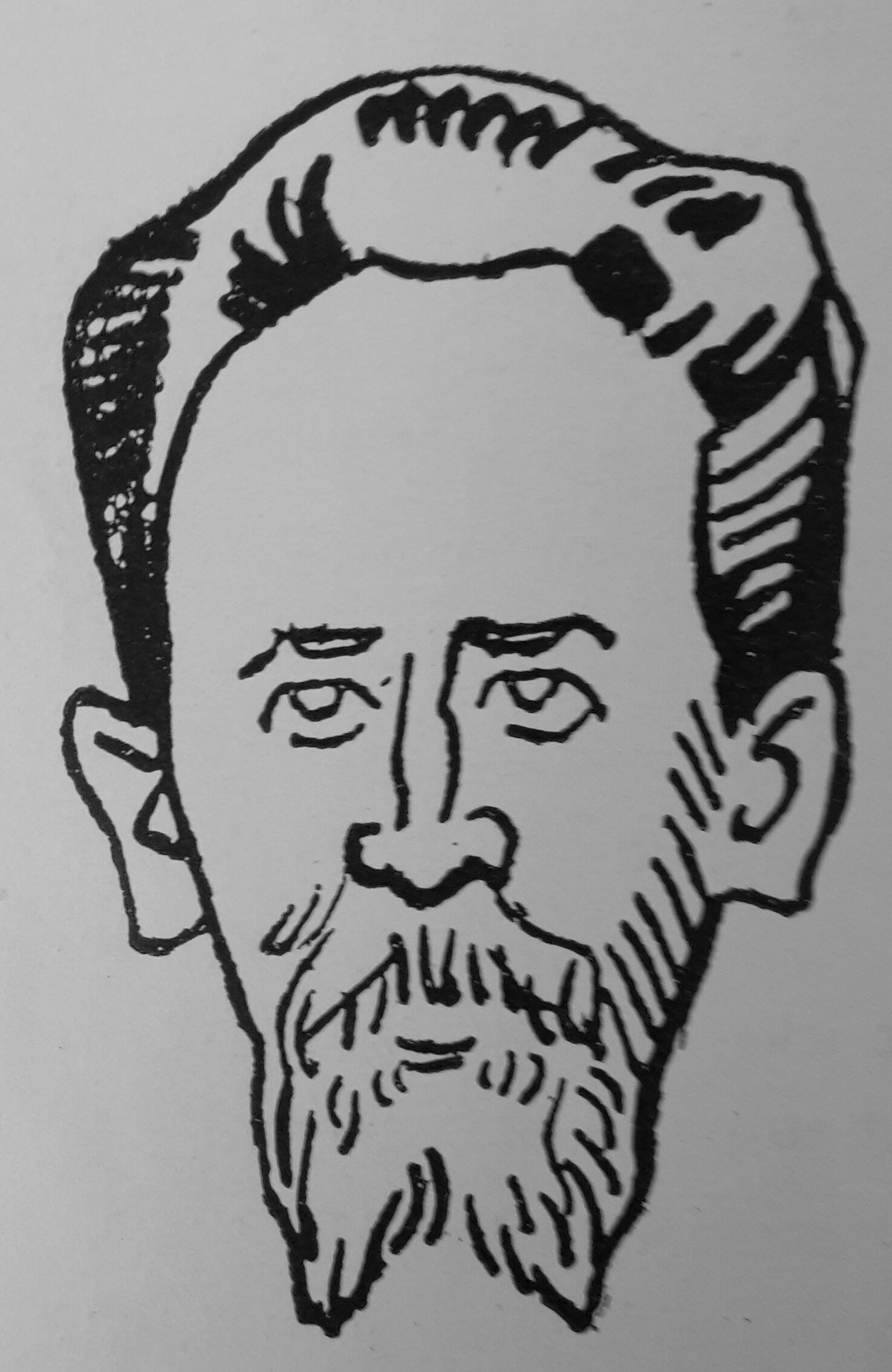
Carl Ludvig Lundberg

Carl Ludvig Lundberg, född 13 augusti 1859 i Stockholm, död 17 februari 1926 i Spånga, var en svensk fackföreningsman.
Carl Lundberg var utomäktenskaplig son till Mathilda Lundberg, och placerades på barnhem som mycket ung och lärde aldrig känna sina föräldrar. Under uppväxten var han utackorderad som fosterbarn i olika familjer. Förutom folkskola var hans enda utbildning några kurser vid Stockholms borgarskola. Lundberg utbildade sig till smed och arbetade som hovslagare och järnarbetare i Stockholm. Han anslöt sig tidigt till Socialdemokratin och var en trogen anhängare till August Palm. Vid bildandet av Sveriges socialdemokratiska arbetareparti 1889 var Lundberg en av förgrundsfigurerna och förtroendeman för partiet 1891. Han hörde till de radikala inom partiet och hörde till de delar av partiet som tog ställning mot samverkansresolutionen. På kongressen i Norrköping 1891 anslöt Hinke Bergegrens falang och kritiserade socialdemokratin för att röra sig mot en ren rösträttsrörelse. Under 1890-talet var Lundberg verksam som agitator för Socialdemokratiska partiet i de norrländska sågverksdistrikten, han organiserade en hamnarbetarfackförening i Sundsvall 1890 och var med om att organisera Norbergsstrejken 1891-1892. Han sändes 1897 på inrådan av Hjalmar Branting till Malmberget för att organisera arbetarna där i samband med den utbrutna strejken där och blev 1896 även ordförande för Stockholms hovslagerifackförening.
Hans insatser i samband med Malmbergsstrejken ledde till att han kom att knytas till arbetarrörelsen och 1897-1900 var Lundberg ledamot av Socialdemokratiska arbetarpartiets styrelse. Då LO bildades blev han förste suppleant till Fredrik Sterky och erbjöds i samband med dennes död 1900 ordförandeposten. Han avböjde dock erbjudandet och utsåg i stället till suppleant i LO:s landssekretariat och till förtroendeman för Malmbergets arbetarekommun. Lundberg var även från 1899 ledamot av styrelsen för Järn- och metallarbetareförbundet och 1900-1925. Efter att 1900-1903 varit bosatt i Malmberget flyttade han 1903 åter till Stockholm i samband med att förbundsstyrelsen för gruvarbetareförbundet flyttade till Norberg och han då fick möjlighet att sköta de centrala förhandlingarna därifrån. Lundberg var ledamot av Socialdemokratiska partiets verkställande utskott 1905-1908.
Lundberg kom att hålla fast vid sina ursprungsståndpunkter genom hela livet, och kom att uppfattas som alltmer radikal inom partiet. Han var mindre benägen än många andra att försöka hindra strejker och menade att om arbetarna önskade strejka så borde de få det. Han var också mindre benägen att slå ned mot alternativa riktningar inom socialdemokratin, hade förståelse för syndikalismen och vägrade 1916 vid LO:s representantskapsmöte att gå med på en resolution mot syndikalistiska konflikter. Trots det valde Lundberg i samband med partisplittringen 1917 att stanna kvar i det socialdemokratiska partiet.